# Majnatten (opera)

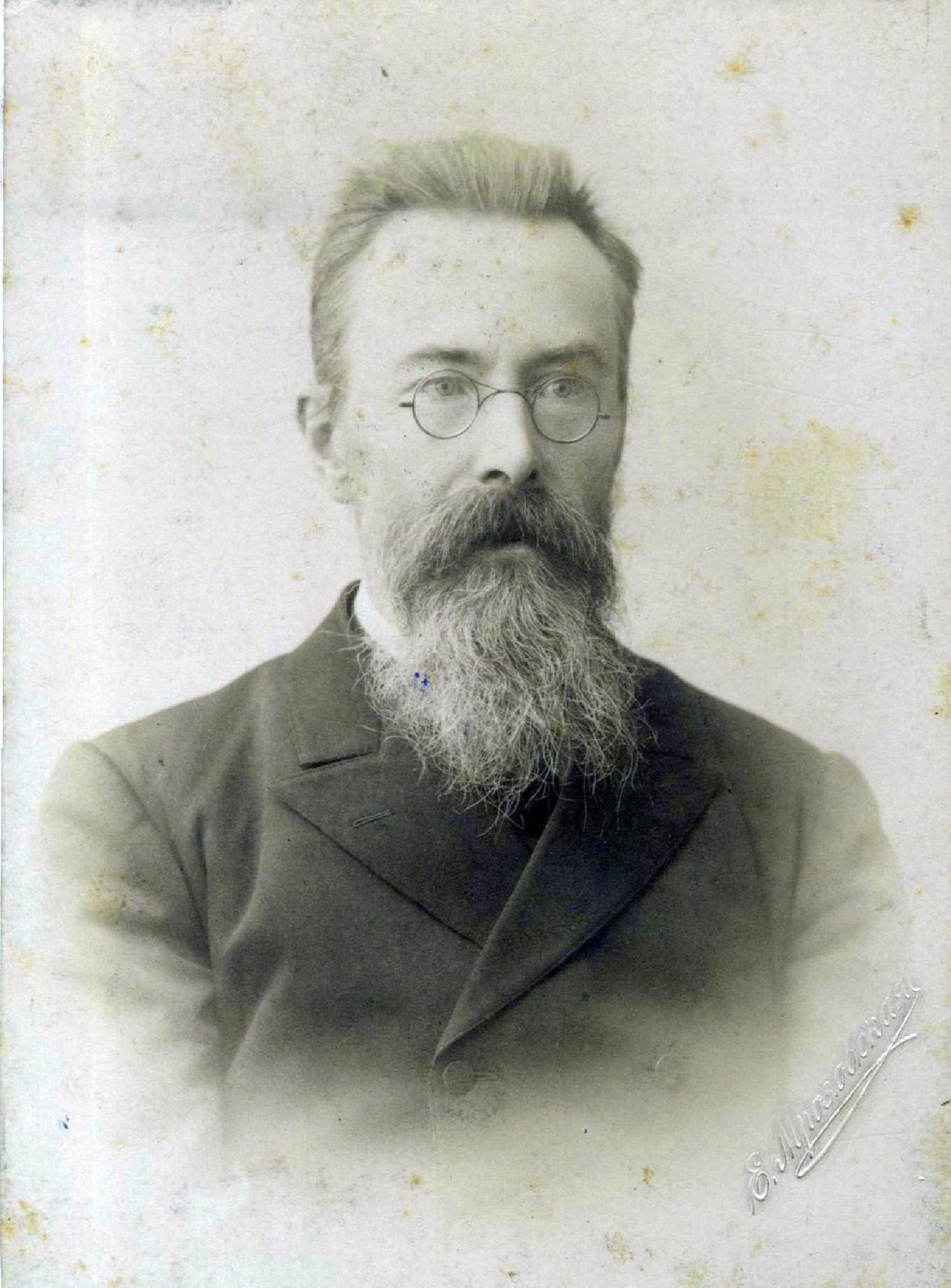
Nikolaj Rimskij-Korsakov

Majnatten (Ryska: Майская ночь, Mayskaya noch) är en opera i tre akter med musik och text av Nikolaj Rimskij-Korsakov. Librettot bygger på novellen med samma namn ur samlingen Ukrainska noveller av Nikolaj Gogol.

## Historia
Genom att basera sin nya opera på Gogols berättelse övergav Rimskij-Korsakov den dramatiska realismen från Flickan från Pskov. Tillsammans med tonsättarkollegan Milij Balakirev hade han redigerat och gett ut Michail Glinkas operor. Musiken till Majnatten är på många sätt en hommage till Glinka och inte minst till dennes mästerverk Ruslan och Ludmila. Operan huvudtema som tydligast framträder i början till akt III påminner mycket om inledningen till Carl Maria von Webers opera Oberon.
Majnatten hade premiär den 21 januari 1880 på Mariinskijteatern i Sankt Petersburg.

## Personer
- Byäldsten och borgmästaren (bas)
- Levko, hans son (tenor)
- Hans svägerska (mezzosopran)
- (Ganna) Hanna (mezzosopran)
- Skrivare (bas)
- Krögaren (tenor)
- Kalenik (bas)
- Pannochka, en vattennymf (sopran)
- Brood-Hen, vattennymf (mezzosopran)
- Raven, vattennymf (sopran)
- Styvmodern, vattennymf (mezzosopran)

## Handling

### Akt I
Borgmästaren misstycker att sonen Levko älskar Hanna då han vill ha henne själv. Förfärad inför tanken att fadern är hans kärleksrival samlar han ihop en skara ynglingar och sjunger en hånfull visa nedanför faderns fönster.

### Akt II
I uppståndelsen som uppstår fängslas borgmästarens svägerska och sätts i finkan. Hon hånar borgmästaren och säger att hans svärmeri är allmänt skvaller i byn. Han lugnar ned henne.

### Akt III
Levko sitter på stranden och sjunger om kärleken till Hanna. Plötsligt uppenbarar sig vattennymfer (rusalki). Deras ledare Pannochka befaller att Levko ska peka ut vem av dem som är en häxa. Han lyckas med uppgiften och som belöning för att han har brutit förbannelsen ger Pannochka honom ett brev. Borgmästaren, som inte kan läsa, ger brevet till byskrivaren som läser upp det: det är en befallning att Levko ska få gifta sig med Hanna.